# Eighteen
Eighteen (tj. Osmnáct) je kanadský hraný film z roku 2005, který režíroval Richard Bell podle vlastního scénáře. Film popisuje osudy osmnáctiletého Pipa, který odešel z domu kvůli neshodám s otcem. Snímek měl světovou premiéru na Mezinárodním filmovém festivalu v Calgary 25. září 2005. Skladba „In a Heartbeat“ užitá ve filmu byla nominována na cenu Genie Award.

## Děj
Pip vyrůstá v rodině s despotickým otcem. Jednoho večera otec odveze oba syny autem, aby potrestal jednoho z nich, ale nabourá. Pipův bratr David při nehodě zahyne. Pip odchází z domu a bydlí na ulici. S otcem odmítá komunikovat. Ten mu donese balíček k 18. narozeninám, ve kterém je dar od Pipova zesnulého dědy Jasona. Balíček obsahuje walkman s kazetou, na které Pipovi vypráví svůj příběh, když jemu bylo 18 let. Jason tehdy bojoval za druhé světové války ve Francii, kde se v lese snažil zachránit postřeleného desátníka Phillipa. Pip jeho příběh poslouchá na pokračování. Mezitím se seznámí s Clarcem, který je gay a živí se jako prostitut a skamarádí se. Clarc netuší, že je do něho zamilovaný Jeff – prodavač z benzínky, kam si Clarc chodí kupovat cigarety. Pip také poznává Jenny, se kterou začne chodit. Ta mu po čase oznámí, že je s ním těhotná. Pip se rozzlobí, pošle Jenny na potrat a odejde od ní. Ujme se ho páter Chris, který se stará o mládež na ulici. Pip mu odvypráví rodinnou tragédii, která začala coming outem jeho bratra Davida a skončila jeho smrtí. Chce spáchat sebevraždu, ale nakonec se usmíří s Jenny, které rozmluví potrat, i s otcem, a navede Clarca, aby začal chodit s Jeffem.

## Obsazení
| Paul Anthony      | Pip Anders                |
| Serge Houde       | Pipův otec Earl Anders    |
| Brendan Fletcher  | Jason Anders              |
| Clarence Sponagle | Clark                     |
| Carly Pope        | Jenny                     |
| Mark Hildreth     | desátník Phillip Macauley |
| David Beazely     | Jeff                      |
| Thea Gill         | Hannah                    |
| Alan Cumming      | páter Chris               |